# Oliver von Wrochem
Oliver von Wrochem (* 1968 in San Diego) ist ein deutscher Historiker, der seit 2019 die KZ-Gedenkstätte Neuengamme leitet.

## Leben
Von Wrochem wurde 1968 in Kalifornien geboren. Er entstammt dem oberschlesischen Adelsgeschlecht Wrochem. 1971 zog seine Familie nach Köln.
Nach dem Abitur studierte er Geschichte und Germanistik an der Universität zu Köln und der Universität Hamburg (M.A.). Er war von 1997 bis 1998 wissenschaftlicher Mitarbeiter an der Forschungsstelle für Zeitgeschichte in Hamburg (FZH). Von 1998 bis 1999 war er zuständig für die Dauerausstellung „Grenzgänge – Leben an der Elbe“ in einer Fachwerkscheune in Konau (Amt Neuhaus), die das Leben an der Innerdeutschen Grenze dokumentiert. 2000 war er wissenschaftlicher Mitarbeiter der Universität Hamburg. Von 2001 bis 2002 arbeitete er für die Ausstellung „Dimensionen des Vernichtungskrieges 1941 bis 1944“ des Hamburger Instituts für Sozialforschung (HIS). 2005 wurde er als Stipendiat der DGB-nahen Hans-Böckler-Stiftung bei Bernd Wegner mit der Dissertation Manstein. Vernichtungskrieg und Nachkriegsgedächtnis zum Dr. phil. promoviert. Von 2005 bis 2008 war er wissenschaftlicher Mitarbeiter an der Fakultät für Geistes- und Sozialwissenschaften der Helmut-Schmidt-Universität in Hamburg.
2009 wurde er Leiter des Studienzentrums der KZ-Gedenkstätte Neuengamme in Hamburg und 2014 zudem stellvertretender Gedenkstättenleiter. Seit Juni 2019 ist er Leiter der KZ-Gedenkstätte Neuengamme. Seit Juli 2022 ist er Vorstand der 2020 neu gegründeten „Stiftung Hamburger Gedenkstätten und Lernorte zur Erinnerung an die Opfer der NS-Verbrechen“ und leitet zudem weiterhin die KZ-Gedenkstätte Neuengamme.
Er ist Mitglied des Arbeitskreises Militärgeschichte, des Verbandes deutscher Historikerinnen und Historiker und des Vereins für Hamburgische Geschichte sowie der Redaktion der Beiträge zur Geschichte der nationalsozialistischen Verfolgung.

## Schriften (Auswahl)

### Monografien
- Mit Evelyn Glensk, Rita Bake: Die Flüchtlinge kommen. Ankunft und Aufnahme in Hamburg nach Kriegsende. Ergebnisse-Verlag, Hamburg 1998, ISBN 3-87916-053-8.
- Erich von Manstein. Vernichtungskrieg und Geschichtspolitik (= Krieg in der Geschichte, 27). Schöningh, Paderborn 2006, ISBN 978-3-506-72977-4.
- mit Ute Wrocklage: Ein Täter, Mitläufer, Zuschauer, Opfer in der Familie? Materialien zu biografischen Familienrecherchen (= Neuengammer Studienhefte, 1). KZ-Gedenkstätte Neuengamme, Hamburg 2010.
- Nationalsozialistische Germanisierungspolitik und ihre Folgen. Das Beispiel Slowenien (= Neuengammer Studienhefte, 2). KZ-Gedenkstätte Neuengamme, Hamburg 2010.
- Überlebende und ihre Kinder im Gespräch. Die öffentliche Erinnerung an die Konzentrationslager und die Weitergabe der Hafterfahrungen an die nachfolgenden Generationen. Dokumentation der internationalen Tagung, 5.–7. Mai 2010, KZ-Gedenkstätte Neuengamme (= Neuengammer Studienhefte, 3). KZ-Gedenkstätte Neuengamme, Hamburg 2011.

### Herausgeberschaften
- hrsg. mit Matthias Brosch, Michael Elm, Norman Geißler, Brigitta Elisa Simbürger: Exklusive Solidarität. Linker Antisemitismus in Deutschland. Vom Idealismus zur Antiglobalisierungsbewegung. Metropol, Berlin 2007, ISBN 978-3-938690-28-4.
- hrsg. mit Peter Koch: Gedenkstätten des NS-Unrechts und Bundeswehr. Bestandsaufnahme und Perspektiven. Schöningh, Paderborn 2010, ISBN 978-3-506-76778-3.
- hrsg.: Das KZ Neuengamme und seine Außenlager. Geschichte, Nachgeschichte, Erinnerung, Bildung (= Neuengammer Kolloquien, 1). Metropol, Berlin 2010, ISBN 978-3-940938-87-9.
- hrsg.: Skandinavien im Zweiten Weltkrieg und die Rettungsaktion Weiße Busse. Ereignisse und Erinnerung (= Neuengammer Kolloquien, 2). Metropol, Berlin 2012, ISBN 978-3-86331-060-8.
- hrsg. mit Andreas Hilger: Die geteilte Nation. Nationale Verluste und Identitäten im 20. Jahrhundert (= Schriftenreihe der Vierteljahrshefte für Zeitgeschichte, 107). Oldenbourg, München 2013, ISBN 978-3-486-71863-8.
- hrsg. mit Michael Jonas, Ulrich Lappenküper: Dynamiken der Gewalt. Krieg im Spannungsfeld von Politik, Ideologie und Gesellschaft. Festschrift für Bernd Wegner. Schöningh, Paderborn 2015, ISBN 978-3-506-77939-7.
- Repressalien und Terror. „Vergeltungsaktionen“ im deutsch besetzten Europa 1939–1945. Ferdinand Schöningh, Paderborn 2017, ISBN 978-3-506-78721-7.